# 詹姆斯·麦基恩·卡特尔

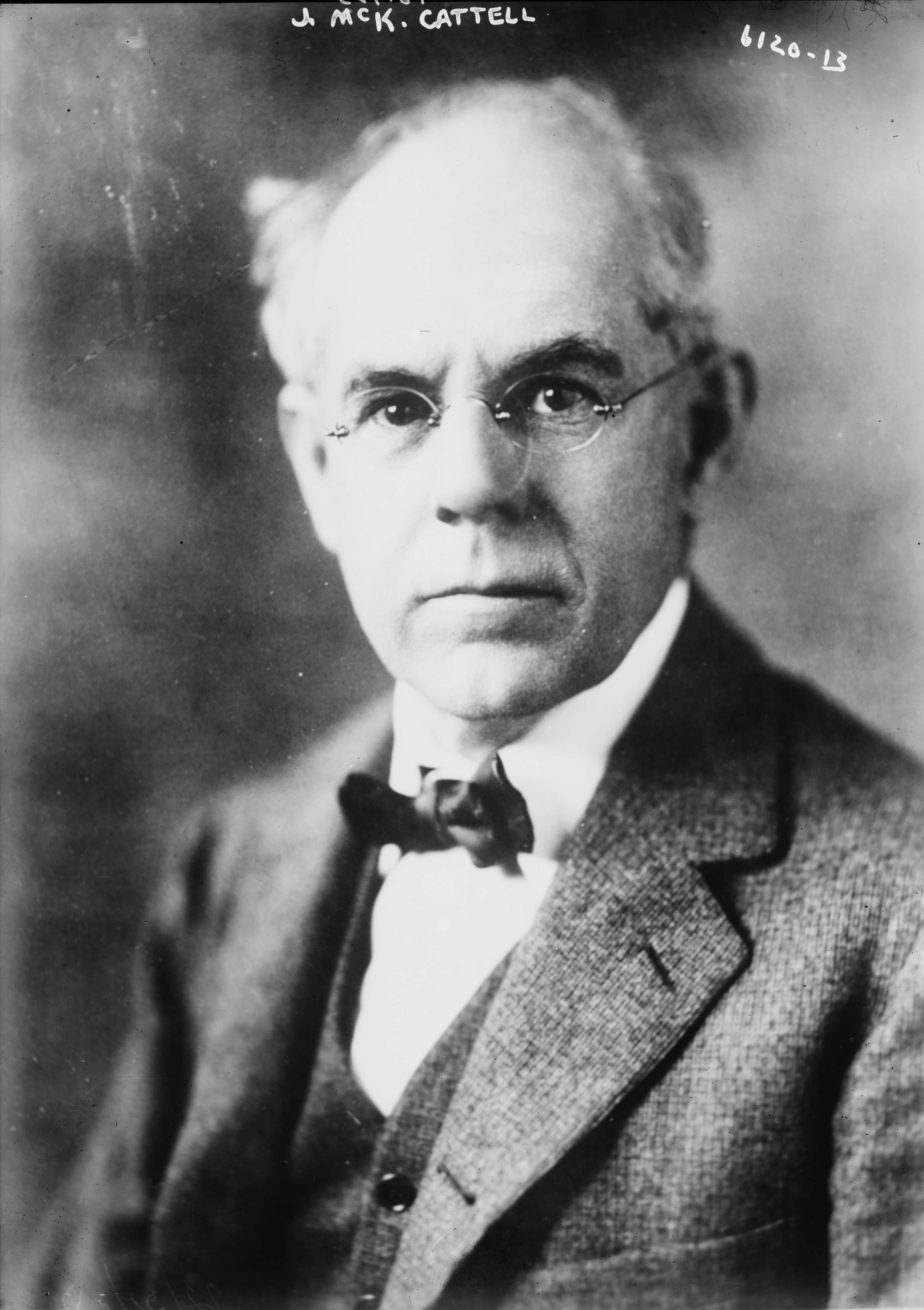
詹姆斯·麦基恩·卡特尔

詹姆斯·麦基恩·卡特尔（James McKeen Cattell，1860年5月25日-1944年1月20日）是一位美国心理学家，宾夕法尼亚大学的第一位心理学教授。  
在他的事业开始时，许多科学家将心理学看作一门辅修学科，甚或是一门类似于颅相学的伪科学。

## 早年生活
1860年5月25日，詹姆斯·麦基恩·卡特尔出生于美国宾夕法尼亚州的Easton

## 学术生涯
卡特尔在德国获得博士学位后回到美国，1887年担任心理学讲师，Bryn Mawr；1888年担任宾夕法尼亚大学心理学教授；1891年-1905年，担任哥伦比亚大学心理学、人类学与哲学系主任；1895年担任美国心理学会主席。